# The Velvet Underground & Nico
The Velvet Underground & Nico — дебютный альбом американской рок-группы The Velvet Underground и немецкой певицы Нико, выпущенный в марте 1967 года на лейбле Verve Records. Он был записан в 1966 году, когда группа принимала участие в туре в рамках проекта Энди Уорхола Exploding Plastic Inevitable. Альбом отличается экспериментальным исполнением и спорными лирическими темами, включая наркоманию, проституцию, садомазохизм и сексуальные извращения.
Альбом изначально плохо продавался и был в основном проигнорирован критиками, но позже стал считаться одним из самых влиятельных альбомов в истории рок- и поп-музыки. Описанный как «оригинальная арт-роковая запись», The Velvet Underground & Nico оказал большое влияние на многие поджанры и направления рок-музыки и альтернативной музыки, включая панк, гаражный рок, краут-рок, пост-панк, шугейз, готик-рок и инди-рок. В 1982 году Брайан Ино заявил, что хотя за первые пять лет альбом был продан тиражом всего 30 000 копий, «каждый, кто купил одну из этих 30 000 копий, создал группу!». В 2003 году альбом занял тринадцатое место в списке «500 величайших альбомов всех времён по версии журнала Rolling Stone», а в 2006 году он был включён Библиотекой Конгресса в Национальный реестр звукозаписи.
Обложка альбома заняла первое место в списке «100 лучших обложек альбомов всех времен» по версии Billboard.

## Запись

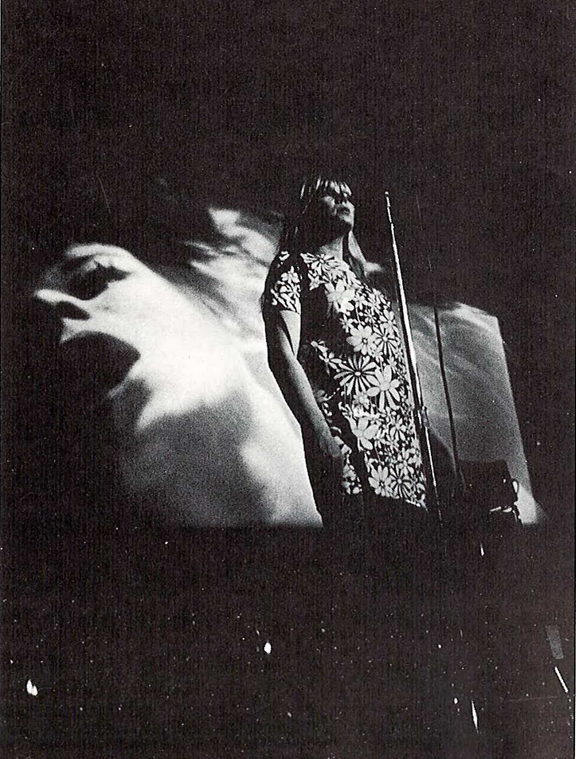
Нико исполнила ведущий вокал на трёх песнях, включая сингл «All Tomorrow's Parties».

Альбом The Velvet Underground & Nico был записан первым профессиональным составом Velvet Underground: Лу Рид, Джон Кейл, Стерлинг Моррисон и Морин Такер. По инициативе их наставника и менеджера Энди Уорхола и его соратника Пола Моррисси в записи также приняла участие немецкая певица Нико, которая до этого иногда исполняла вокальные партии в группе. Она исполнила ведущую партию в трёх композициях альбома — «Femme Fatale», «All Tomorrow’s Parties» и «I'll Be Your Mirror» — и бэк-вокал в «Sunday Morning». В 1966 году, когда записывался альбом, этот состав также участвовал в живых выступлениях в рамках проекта Уорхола Exploding Plastic Inevitable.
Основная часть песен, вошедших в The Velvet Underground & Nico, была записана в середине апреля 1966 года, во время четырёхдневного пребывания в Scepter Studios, заброшенной студии звукозаписи на Манхэттене. Сессия была профинансирована Уорхолом и руководителем отдела продаж Columbia Records Норманом Дольфом, который также выступал в качестве звукорежиссёра вместе с Джоном Ликатой. Хотя точная общая стоимость проекта неизвестна, оценки варьируются от оценки варьируются от 1500 долларов (11 965 долларов США в 2020 году) до 3000 долларов (23 929 долларов США в 2020 году).
Вскоре после записи Долф отправил ацетатный диск с записями в Columbia Records, пытаясь заинтересовать их в распространении альбома, но они отказались, как и Atlantic Records и Elektra Records — по словам Моррисона, Atlantic возражала против ссылок на наркотики в песнях Рида, а Elektra не понравился альт Кейла. Наконец, Verve Records, принадлежащая MGM Records, приняла записи с помощью штатного продюсера Verve Тома Уилсона, который недавно перешёл с работы в Columbia.
Получив поддержку лейбла, месяц спустя, в мае 1966 года, три песни, «I'm Waiting for the Man», «Venus in Furs» и «Heroin», были перезаписаны за два дня в TTG Studios во время пребывания в Голливуде. Когда дата выхода альбома была отложена, Уилсон привёл группу в Mayfair Recording Studios на Манхэттене в ноябре 1966 года, чтобы добавить последнюю песню в трек-лист: сингл «Sunday Morning».

## Производство

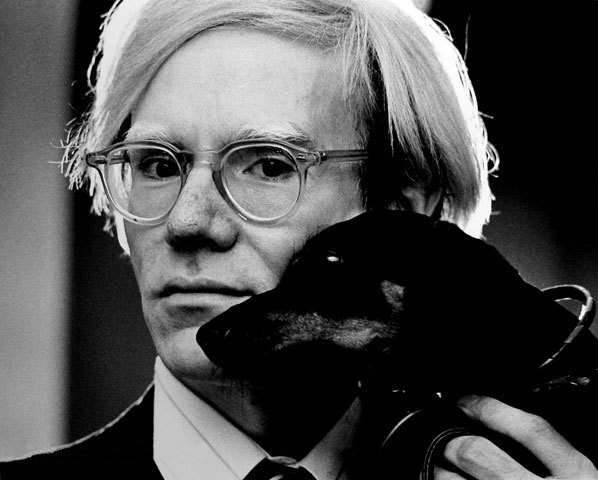
Художник Энди Уорхол разработал обложку альбома и сыграл важную роль в его создании.

Хотя Энди Уорхол является единственным официально указанным продюсером, он не имел прямого влияния, кроме оплаты сессий записи. Несколько других людей, работавших над альбомом, часто упоминаются как технический продюсер.
Норман Дольф и Джон Ликата иногда приписываются к продюсированию сессий в Scepter Studios, так как они отвечали за запись и звукорежиссуру, хотя ни один из них не указан. Дольф сказал, что Кейл был креативным продюсером, так как он занимался большинством аранжировок. Однако Кейл вспомнил, что почти все треки продюсировал Том Уилсон, и сказал, что Уорхол «ничего не делал». Рид также сказал, что «настоящим продюсером» альбома был Уилсон. Рид утверждал, что именно MGM решила пригласить Уилсона, и приписал ему заслуги в создании таких песен, как «Sunday Morning»: «Энди принял на себя все удары. Потом MGM сказала, что хочет пригласить настоящего продюсера, Тома Уилсона. Так появилась песня „Sunday Morning“ со всеми этими наложениями — альт сзади, пение Нико. Но он не мог отменить то, что уже было сделано».
Однако и Стерлинг Моррисон, и Лу Рид назвали отсутствие манипуляций Уорхола законным методом производства. Моррисон описал Уорхола как продюсера «в смысле производства фильма». В то же время Рид сказал:
Он просто дал нам возможность быть собой и идти вперед, потому что он был Энди Уорхолом. В каком-то смысле он действительно продюсировал его, потому что он был тем зонтиком, который поглощал все нападки, когда мы не были достаточно значительными, чтобы подвергаться нападкам… и в результате того, что он был продюсером, мы просто входили, устраивались и делали то, что всегда делали, и никто не мог этому помешать, потому что Энди был продюсером. Конечно, он ничего не знал о производстве пластинок, но ему и не нужно было. Он просто сидел там и говорил: «Ооо, это фантастика», а звукорежиссёр отвечал: «О да! Точно! Это фантастика, не так ли?»

## Музыка и тексты

### Тематика
The Velvet Underground & Nico отличался откровенным описанием таких тем, как наркомания, проституция, садизм и мазохизм и сексуальные извращения. Песня «I'm Waiting for the Man» описывает попытки мужчины достать героин, а «Venus in Furs» является почти буквальной интерпретацией одноимённого романа XIX века (в котором также часто встречаются рассказы о БДСМ). «Heroin» описывает употребление наркотика и опыт ощущения его воздействия.
Лу Рид, написавший большинство текстов альбома, никогда не собирался писать на подобные темы ради шокирующего эффекта. Рид, поклонник таких поэтов и писателей, как Рэймонд Чандлер, Нельсон Олгрен, Уильям С. Берроуз, Аллен Гинзберг и Хьюберт Селби-младший, не видел причин, по которым содержание их произведений не могло бы быть перенесено на музыку рок-н-ролла. Будучи специалистом по английскому языку и получив степень бакалавра в Сиракузском университете, Рид сказал в интервью, что соединение этих двух вещей (мрачной тематики и музыки) кажется ему «очевидным». «Такие вещи можно читать. Почему бы вам не послушать его? Вы получаете удовольствие от чтения, а сверху получаете удовольствие от рока».
Хотя мрачная тематика альбома сегодня считается революционной, несколько песен альбома посвящены темам, более типичным для популярной музыки. Некоторые песни были написаны Ридом как наблюдения за членами «Фабрики суперзвёзд» Энди Уорхола. В частности, песня «Femme Fatale» была написана об Эди Седжвик по просьбе Уорхола. Песня «I'll Be Your Mirror», вдохновленная Нико, является нежной и ласковой, что резко контрастирует с песней «Heroin». Распространено ошибочное мнение, что песня «All Tomorrow’s Parties» была написана Ридом по просьбе Уорхола (как утверждается в книге Виктора Бокриса и Джерарда Маланги "Velvet Underground Up-Tight: The Velvet Underground Story). Хотя песня действительно кажется ещё одним наблюдением за обитателями «Фабрики», Рид написал её до встречи с Уорхолом, записав демо-версию в июле 1965 года на Ладлоу-стрит. В ней звучала фолк-музыка, которая, возможно, была навеяна Бобом Диланом.

### Инструменты и исполнение
В музыкальном отношении The Velvet Underground & Nico обычно описывается как арт-рок, экспериментальный рок, прото-панк, психоделический рок, и авант-поп. Большая часть звучания альбома была задумана Джоном Кейлом, который делал акцент на экспериментальных качествах группы. На него оказала большое влияние работа с Ла Монте Янгом, Джоном Кейджем и представителями раннего движения «Флюксус», и он поощрял использование альтернативных способов получения звука в музыке. Кейл считал, что его чувства хорошо сочетаются с чувствами Лу Рида, который уже экспериментировал с альтернативными настройками. Например, Рид «изобрёл» страусиную настройку гитары для песни под названием «The Ostrich», которую он написал для недолговечной группы Primitives. Страусиная настройка гитары заключается в том, что все струны настраиваются на одну и ту же ноту. Этот метод был использован в песнях «Venus in Furs» и «All Tomorrow’s Parties». Часто гитары также настраивались на целую ступень вниз, что давало более низкий, насыщенный звук, который Кейл считал «сексуальным».
Альт Кейла использовался в нескольких песнях альбома, в частности в «Venus in Furs» и «Black Angel’s Death Song». В альте использовались струны гитары и мандолины, и когда он играл громко, Кейл сравнивал его звук со звуком двигателя самолёта. Техника игры Кейла обычно включала в себя дроуны, детюнинг и дисторшн. По словам Роберта Кристгау, «наркотический дрон» не только поддерживает садомазохистскую тематику «Venus in Furs», но и «идентифицирует и объединяет [альбом] музыкально». Что касается вокального исполнения, то он считает, что «сдерживаемая сексуальность Нико» дополняет «беспристрастную несдержанность пения Рида». В 1966 году Ричард Голдштейн описал вокал Нико как «что-то вроде виолончели, встающей по утрам».

## Обложка
Обложка альбома узнаваема благодаря тому, что на ней изображён банан, нарисованный Уорхолом. Ранние экземпляры альбома предлагали владельцу «медленно очистить кожуру и посмотреть», и при отслаивании банановой шкурки под ней обнаруживался банан телесного цвета. Для производства этих обложек требовалась специальная машина (одна из причин задержки выпуска альбома), но MGM оплатила расходы, полагая, что связь с Уорхолом повысит продажи альбома. Большинство переизданий альбома не содержат отклеивающейся наклейки; оригинальные копии альбома подобного рода стали редким предметом коллекционирования. Японское переиздание винила в начале 1980-х годов было единственной версией переиздания, включавшей наклейку-банан в течение многих лет. На CD-переиздании 1996 года изображение банана находится на обложке, а изображение очищенного банана — на внутренней стороне бокса, под самим CD. В 2008 году альбом был переиздан на тяжёлом виниле с наклейкой в виде банана.

### Претензии по поводу задней обложки

Репродукция оригинальной задней обложки

Когда альбом был впервые выпущен, на главной фотографии задней обложки (сделанной во время выступления на мероприятии Уорхола Exploding Plastic Inevitable) было изображение актёра Эрика Эмерсона, спроецированное вверх ногами на стене позади группы. Эмерсон, недавно арестованный за хранение наркотиков и отчаянно нуждавшийся в деньгах, пригрозил подать в суд из-за несанкционированного использования его изображения, если ему не заплатят. Вместо того чтобы подчиниться, MGM отозвала копии альбома и приостановила его распространение до тех пор, пока изображение Эмерсона не будет удалено аэрографом с фотографии на последующих тиражах. Копии, которые уже были напечатаны, продавались с большой чёрной наклейкой, закрывающей изображение актёра.

### Иск по поводу обложки
В январе 2012 года деловое партнёрство «Velvet Underground» (генеральными партнёрами которого были Джон Кейл и Лу Рид) подало иск против Фонда визуальных искусств Энди Уорхола в окружной суд США по Южному округу Нью-Йорка после того, как Фонд лицензировал дизайн обложки с изображением банана компании Incase Designs для использования на линейке чехлов для iPhone и iPad. Жалоба касалась нарушения авторских прав, товарного знака и недобросовестной конкуренции.
Утверждая, что Фонд ранее заявил, что «может» владеть авторскими правами на дизайн, партнёрство попросило суд вынести декларативное решение о том, что Фонд не имеет таких прав. В ответ Фонд дал партнёрству «Соглашение не подавать в суд» — письменное и обязательное обещание, что даже если партнёрство и некоторые другие стороны продолжат использовать дизайн в коммерческих целях, Фонд никогда не будет ссылаться в суде на свои заявленные авторские права против них.
По ходатайству Фонда судья Элисон Дж. Натан выделила и исключила из иска иск партнёрства о защите авторских прав. По словам Натан, Конституция позволяет федеральным судам принимать решения только по "делам" или "спорам", что означает текущие или неизбежные споры о юридических правах, включающие конкретные факты и конкретные действия, которые требуют вмешательства суда для защиты истца от вреда или вмешательства в его права. Судья постановил, что жалоба партнёрства не соответствует этому стандарту, поскольку даже если Фонд продолжит претендовать на авторские права на дизайн — и даже если его претензии будут недействительными — эти претензии не нанесут юридического ущерба партнёрству и не помешают ему использовать дизайн на законных основаниях. Партнёрство не утверждало, что авторские права на промышленный образец принадлежат ему, а только Фонду. Поскольку, по мнению суда, Фонд обещал не подавать в суд на партнёрство за любое «потенциально нарушающее авторские права использование бананового дизайна», партнёрство могло продолжать использовать дизайн, и Фонд не мог предпринять никаких юридических действий (согласно закону об авторском праве), чтобы остановить его. И если, заключил суд, партнёрство может продолжать вести бизнес как обычно (в том, что касается авторского права) независимо от того, действительно ли Фонд владеет авторским правом на дизайн, решение суда не будет иметь никаких практических последствий для партнёрства; это будет чисто академическое (или «консультативное») мнение, которое федеральные суды не вправе выносить. Поэтому суд «отклонил без ущерба» просьбу партнёрства решить вопрос о том, является ли Фонд владельцем авторских прав на дизайн. Остальные претензии по товарному знаку были урегулированы во внесудебном порядке на основании конфиденциального соглашения и иск партнёрства был отклонён в конце мая 2013 года.

## Отзывы критиков и продажи

### Позиции в чартах и цифры продаж
После своего выхода альбом The Velvet Underground & Nico оказался в значительной степени неуспешным и финансово провальным. Спорное содержание альбома привело к его почти мгновенному запрету в различных музыкальных магазинах, многие радиостанции отказывались его проигрывать, а журналы отказывались публиковать на него рекламу. Отсутствие успеха можно отнести и на счёт Verve, которые не смогли продвинуть или распространить альбом, уделив ему лишь скромное внимание. Однако Ричи Унтербергер из AllMusic также отмечает, что..:

...музыка была просто слишком смелой, чтобы попасть на коммерческое радио; "андеграундное" рок-радио в то время только начинало свою работу, и в любом случае, вполне возможно, что пластинку упустили из виду в то время, когда психоделическая музыка приближалась к своему пику"
Альбом впервые появился в чартах Billboard 13 мая 1967 года под номером 199 и покинул чарты 10 июня того же года под номером 195. Когда в июне Verve отозвали альбом из-за судебного иска Эрика Эмерсона, он исчез из чартов на пять месяцев. Затем он вновь появился в чартах 18 ноября 1967 года на 182 месте, достиг пика на 171 месте 16 декабря 1967 года и окончательно покинул чарты 6 января 1968 года на 193 месте.
В 1982 году музыкант Брайан Ино заявил, что, хотя за первые пять лет альбом был продан тиражом всего 30 000 экземпляров, «каждый, кто купил один из этих 30 000 экземпляров, основал группу!» Это высказывание часто используется в качестве окончательной цифры того, сколько экземпляров альбома The Velvet Underground & Nico было продано за первые несколько лет. Хотя альбом действительно был продан меньше, чем надеялись Уорхол и группа, согласно отчёту MGM об авторских отчислениях, переданному Джеффу Голду, бывшему руководителю Warner Bros. Records, до февраля 1969 года было продано 58 476 копий альбома — приличная цифра LP для конца 1960-х годов.

### Восприятие современниками
В рецензии Billboard, опубликованной перед выходом альбома, высоко оценивался «преследующий» вокал Нико и «мощная» лирика группы, называя его коллекцией «утончённого фолк-рока» и «левосторонним проектом, который может выстрелить». Vibrations, небольшой журнал о рок-музыке, дал альбому в основном положительную рецензию во втором номере, описав музыку как «полноценную атаку на уши и мозг», отметив при этом мрачные тексты. Уэйн Харада из Honolulu Advertiser и Дэйв Донелли из Honolulu Star-Bulletin похвалили обложку альбома с банановыми наклейками; первый назвал её «самой дикой» обложкой из всех альбомов, а второй назвал её предметом разговора. Харада написал: «Внутри тоже всё хорошо: „Sunday Morning“ имеет определённое психоделическое хитовое звучание. 'Run Run Run' — ещё одна жемчужина андерграунда, набирающая обороты.» Донелли назвал альбом «не коммерческим с большой буквы „С“, а опытом в звуке.» Анонимный рецензент в American Record Guide оценил тексты Рида как «пронзительно современные», сравнив их с творчеством Дилана и назвав Рида на основе этой записи «новым важным (для меня) талантом». Рецензент также высоко оценил разнообразие звуков, представленных в песнях «Sunday Morning», «European Son» и «Heroin», наряду с более дилановскими песнями.
Тем временем Ричард Голдштейн из Village Voice, издававшегося в родном городе Velvet Underground — Нью-Йорке, был более сдержан в своих похвалах. Голдштейн назвал песню «There She Goes Again» «вопиющим» копированием песни Rolling Stones «Hitch Hike» и назвал вокал Рида в других песнях «удручающе похожим на раннего Дилана». Однако в итоге он написал, что «Velvets — важная группа, и в этом альбоме есть несколько значительных работ», выделив «I’m Waiting for the Man», «Venus in Furs», «Femme Fatale» и «Heroin». О последней песне Голдштейн написал:

[Она] более сжатая, более сдержанная, чем живые выступления, которые я видел. Но это также более реализованная работа. Темп дико колеблется и, наконец, обрывается серией совершенно ужасающих визгов, похожих на предсмертный хрип задыхающейся скрипки. "Heroin" - это семь минут настоящего 12-тонального рок-н-ролла"
Журналист газеты Tampa Tribune Вэнс Джонстон отозвался о ней как о коллекции «нескольких запутанных звуков… наиболее депрессивных, и какой бы смысл я ни вкладывал в них, я не понял», но написал, что поклонники Уорхола объявят её лучшей «во всяком случае». Дон Ласс из нью-джерсийской газеты Asbury Park Evening Press был столь же пренебрежителен, находя музыку «такой же безжизненной и неживой, как выброшенная банановая кожура, затрагивающей все клише в спектре рок-н-ролла, но при этом лишённой подлинного веселья, которое может предложить хороший биг-бит.» Штатный автор Pensacola News Journal определил альбом в целом как «один большой дикий звук», а его тексты «столь же неистовы»: «Результат звучит как слияние „Дракулы“ и некоторых длинноволосых плакальщиков современности». Джон Ф. Сзвед из Jazz & Pop назвал выступление группы в альбоме «нудным, несмотря на их авантюры с электрическим альтом и т. д.», признавая силу их «громкого воя», но в конечном итоге написав, что «что-то потеряно в переводе» в отсутствие визуального сопровождения Exploding Plastic Inevitable..

### Переоценка
| Оценки критиков               | Оценки критиков |
| Источник                      | Оценка          |
| ----------------------------- | --------------- |
| AllMusic                      | [ 56 ]          |
| Blender                       | [ 57 ]          |
| Chicago Tribune               | [ 58 ]          |
| Encyclopedia of Popular Music | [ 59 ]          |
| Pitchfork                     | 10/10           |
| Q                             | [ 61 ]          |
| Rolling Stone                 | [ 62 ]          |
| The Rolling Stone Album Guide | [ 63 ]          |
| Spin Alternative Record Guide | 10/10           |
| The Village Voice             | A               |

Спустя десятилетие после своего выхода The Velvet Underground & Nico начал получать широкую похвалу от рок-критиков. Кристгау в своём ретроспективном обзоре 1977 года для Village Voice написал, что в 1967 году эту пластинку было трудно понять, «возможно, поэтому люди до сих пор учатся на ней. Поначалу она звучит прерывисто, грубо, тонко и претенциозно, но она не перестаёт становиться лучше.» Позже он включил её в свою «Основную библиотеку записей» 1950-х и 1960-х годов, опубликованную в книге Christgau’s Record Guide: Rock Albums of the Seventies (1981).
В Encyclopedia of Popular Music (1998) Колин Ларкин назвал альбом «мощной коллекцией», которая «представила решительно городские увлечения Рида, увлечение уличной культурой и аморальность, граничащую с вуайеризмом.» В апреле 2003 года Spin составил список «Пятнадцать самых влиятельных альбомов всех времён», включив этот альбом. 12 ноября 2000 года NPR включил его в серию «NPR 100» «самых важных американских музыкальных произведений XX века». В 2003 году Rolling Stone поместил его под номером 13 в свой список 500 величайших альбомов всех времён, сохранив этот рейтинг в пересмотренном списке 2012 года, назвав его «самым пророческим рок-альбомом из когда-либо созданных». Он вновь занял 23 место в пересмотренном списке 2020 года.
В своей книге 1995 года The Alternative Music Almanac Алан Кросс поместил альбом на первое место в списке «10 классических альтернативных альбомов». В 1997 году альбом был назван 22-м величайшим альбомом всех времён в опросе «Музыка тысячелетия», проведённом в Великобритании HMV Group, Channel 4, The Guardian и Classic FM. В 2006 году в опросе «2006 Q Magazine Readers' 100 Greatest Albums Ever» читатели журнала Q поставили его на 42-е место, а The Observer поместил его на первое место в списке «50 альбомов, которые изменили музыку» в июле того же года. Также в 2006 году альбом был выбран журналом Time как один из 100 лучших альбомов всех времен. В 2017 году Pitchfork поместил альбом на первое место в списке «200 лучших альбомов 1960-х годов». Он был признан номером 13 в списке «All Time Top 1000 Albums 3rd Edition» Колина Ларкина (2000).

### Кавер-версии
В апреле 1967 года, через месяц после выхода альбома, группа Electrical Banana, возможно, записала первую кавер-версию песни «There She Goes Again». По словам участника группы Дина Эллиса Колера, они записали её в палатке во Вьетнаме в апреле 1967 года и отправили мастер-ленту в калифорнийскую студию для выпуска пластинок на 45 об/мин..
Также в 1967 году нидерландская группа из Гааги The Riats выпустила сингл с песней Run, Run, Run в качестве А-сайда и Sunday Morning в качестве Б-сайда. Точная дата выпуска неизвестна, поэтому остаётся открытым спор о том, кто первым записал кавер Velvet Underground — Electric Banana или The Riats.
В 2009 году американский музыкант Бек записал трек за треком кавер-версию The Velvet Underground & Nico и выпустил её в видеоформате на своём сайте в рамках проекта Record Club. В записи участвовали сам Бек, Найджел Годрич, Джоуи Варонкер, Брайан Лебартон, Брэм Инскор, Yo, Джованни Рибизи, Крис Холмс и Торунн Мангусдоттир.
Также в 2009 году различные исполнители из Аргентины совместно создали кавер-версию альбома «трек в трек». Они дали несколько концертов в Буэнос-Айресе в честь выхода альбома, который был бесплатно доступен в Интернете.
В 2021 году был выпущен трибьют-альбом I'll Be Your Mirror: A Tribute to The Velvet Underground & Nico — с каверами в исполнении St. Vincent, Шэрон Ван Эттен, Бобби Гиллеспи, Игги Попа и других.

## Последствия
Из-за годовой задержки альбома и его неудачного релиза отношения Лу Рида с Энди Уорхолом стали напряжёнными. Рид уволил Уорхола с поста менеджера в пользу Стива Сесника, который убедил группу двигаться в более коммерческом направлении. Нико была вытеснена из группы и начала карьеру сольной исполнительницы. Её дебютный сольный альбом Chelsea Girl был выпущен в октябре 1967 года. В него вошли некоторые песни, написанные участниками Velvet Underground.
Том Уилсон продолжил работать с The Velvet Underground, продюсируя их альбом 1968 года White Light/White Heat и Chelsea Girl Нико.

## Список композиций
Тексты всех песен написаны Лу Ридом, кроме отмеченных
| №                   | Название                  | Ведущий вокал       | Длительность |
| ------------------- | ------------------------- | ------------------- | ------------ |
| 1.                  | «Sunday Morning»          | Рид                 | 2:53         |
| 2.                  | «I’m Waiting for the Man» | Рид                 | 4:37         |
| 3.                  | «Femme Fatale»            | Нико                | 2:35         |
| 4.                  | «Venus in Furs»           | Рид                 | 5:07         |
| 5.                  | «Run Run Run»             | Рид                 | 4:18         |
| 6.                  | «All Tomorrow's Parties»  | Нико                | 5:55         |
| Общая длительность: | Общая длительность:       | Общая длительность: | 25:25        |

| №                   | Название                       | Автор(ы)                               | Ведущий вокал       | Длительность |
| ------------------- | ------------------------------ | -------------------------------------- | ------------------- | ------------ |
| 1.                  | «Heroin»                       |                                        | Рид                 | 7:05         |
| 2.                  | «There She Goes Again»         |                                        | Рид                 | 2:30         |
| 3.                  | «I’ll Be Your Mirror»          |                                        | Нико                | 2:01         |
| 4.                  | «The Black Angel’s Death Song» | Рид Кейл                               | Рид                 | 3:10         |
| 5.                  | «European Son»                 | Рид Кейл Стерлинг Моррисон Морин Такер | Рид                 | 7:40         |
| Общая длительность: | Общая длительность:            | Общая длительность:                    | Общая длительность: | 22:26 47:51  |

## Участники записи
По словам писателя Питера Хогана:
- Джон Кейл — электрический альт[англ.], бас-гитара, фортепиано
- Стерлинг Моррисон — ритм-гитара, бас-гитара
- Лу Рид — вокал, соло-гитара, страусиная гитара[англ.]
- Морин Такер — ударные
- Нико — вокал

Производство
- Энди Уорхол — продюсер
- Том Уилсон — продюсер
- Оми Хаден — звукорежиссёр
- Норман Дольф — звукорежиссёр
- Джон Ликата — звукорежиссёр

## Переиздания и делюксовые издания

### Компакт-диск
Первое CD-издание альбома было выпущено в 1986 году и отличалось небольшими изменениями. Название альбома было указано на обложке, в отличие от оригинального LP-релиза. Кроме того, альбом содержал альтернативный микс песни «All Tomorrow’s Parties» с одной дорожкой вокала, в отличие от версии с двойной дорожкой на оригинальном LP. Очевидно, решение использовать двухдорожечную версию на оригинальном LP было принято в последнюю минуту. Билл Левенсон, который следил за выпуском первых компакт-дисков VU по каталогу Verve/MGM, хотел сохранить версию с одним голосом в секрете, чтобы сделать сюрприз для поклонников, но с ужасом обнаружил, что альтернативная версия была указана на задней обложке компакт-диска (и отмечена как «ранее не издававшаяся»).
Последующее переиздание CD с ремастерингом 1996 года убрало эти изменения, сохранив оригинальную обложку альбома и двухдорожечный микс «All Tomorrow’s Parties», который был на LP.

### Бокс-сетPeel Slowly and See
В 1995 году The Velvet Underground & Nico был выпущен в полном объёме на охватывающем пятилетний период бокс-сете Peel Slowly and See. Альбом был включён на второй диск бокс-сета вместе с сингловой версией «All Tomorrow’s Parties», двумя треками из альбома Нико Chelsea Girl и десятиминутным отрывком из 45-минутного исполнения песни «Melody Laughter». Также в этот комплект (на первом диске) включены демозаписи группы, сделанные в 1965 году в лофте на Людлоу-стрит. Среди этих демозаписей ранние версии «Venus in Furs», «Heroin», «I’m Waiting for the Man» и «All Tomorrow’s Parties».

### Делюксовое издание
В 2002 году Universal выпустила двухдисковое делюксвое издание, «Deluxe Edition», содержащее стерео-версию альбома вместе с пятью треками из альбома Нико Chelsea Girl, написанными участниками группы, на первом диске, и моно-версию альбома вместе с моно-версиями синглов «All Tomorrow’s Parties» и «Sunday Morning» и их би-сайдами «I’ll Be Your Mirror» и «Femme Fatale» на втором диске. Студийное демо неизданного трека «Miss Joanie Lee» планировалось включить в эту подборку, но спор по поводу авторских отчислений между группой и Universal отменил эти планы. Этот контрактный спор, очевидно, также привёл к отмене дальнейших выпусков официальной серии группы Bootleg Series. Однако этот трек был включен в последующее переиздание, 45th Anniversary Super Deluxe Edition. В апреле 2010 года Universal переиздала второй диск «Deluxe Edition» в виде одного CD «Rarities Edition».
| №                   | Название                       | Автор(ы)                | Длительность |
| ------------------- | ------------------------------ | ----------------------- | ------------ |
| 12.                 | «Little Sister»                | Джон Кейл, Лу Рид       | 4:27         |
| 13.                 | «Winter Song»                  | Кейл                    | 3:23         |
| 14.                 | «It Was a Pleasure Then»       | Рид, Кейл, Нико Пэффген | 8:09         |
| 15.                 | «Chelsea Girls»                | Рид, Стерлинг Моррисон  | 7:29         |
| 16.                 | «Wrap Your Troubles in Dreams» | Рид                     | 5:09         |
| Общая длительность: | Общая длительность:            | Общая длительность:     | 28:37        |

| №                   | Название                                             | Длительность |
| ------------------- | ---------------------------------------------------- | ------------ |
| 12.                 | «All Tomorrow's Parties» (Verve single VE 10427)     | 2:53         |
| 13.                 | «I'll Be Your Mirror» (Verve single VE 10427 B-side) | 2:18         |
| 14.                 | «Sunday Morning» (Verve single VE 10466)             | 3:00         |
| 15.                 | «Femme Fatale» (Verve single VE 10466 B-side)        | 2:38         |
| Общая длительность: | Общая длительность:                                  | 10:49        |

### 45th Anniversary Super Deluxe edition
1 октября 2012 года компания Universal выпустила 6-CD бокс-сет альбома. На первом и втором дисках представлены ранее доступные моно- и стереомиксы соответственно. Первый диск содержит в качестве бонус-треков дополнительные альтернативные версии песен «All Tomorrow’s Parties», «European Son», «Heroin», «All Tomorrow’s Parties» (альтернативная инструментальная версия) и «I’ll Be Your Mirror». Второй диск содержит те же бонус-треки, что и второй диск предыдущей делюкс-версии. На третьем диске находится альбом Нико Chelsea Girl в полном объёме, а четвёртый диск занимает полностью ацетат «Scepter Studios» (см. ниже). Диски 5 и 6 содержат ранее не издававшееся живое выступление 1966 года. Согласно эссе музыкального критика и историка Ричи Унтербергера, содержащемуся в комплекте, источником для этого выступления послужила единственная аудиокассета приемлемого качества, записанная во время пребывания певца Нико в группе. В эссе также поясняется, что отсутствие каких-либо DVD-материалов в бокс-сете объясняется тем, что ни одно из выступлений группы не было снято на пленку, несмотря на их большую зависимость от мультимедийных средств.
| №                   | Название                             | Длительность |
| ------------------- | ------------------------------------ | ------------ |
| 1.                  | «Melody Laughter» (Instrumental jam) | 28:26        |
| 2.                  | «Femme Fatale»                       | 2:37         |
| 3.                  | «Venus in Furs»                      | 4:45         |
| 4.                  | «The Black Angel's Death Song»       | 4:45         |
| 5.                  | «All Tomorrow's Parties»             | 5:03         |
| Общая длительность: | Общая длительность:                  | 45:36        |

| №                   | Название                              | Длительность |
| ------------------- | ------------------------------------- | ------------ |
| 1.                  | «I'm Waiting for the Man»             | 4:50         |
| 2.                  | «Heroin»                              | 6:42         |
| 3.                  | «Run Run Run»                         | 8:43         |
| 4.                  | «The Nothing Song» (Instrumental jam) | 27:56        |
| Общая длительность: | Общая длительность:                   | 48:11        |

### Ацетатная версия от Scepter Studios

Этикетка ацетата Нормана Дольфа

Оригинальная ацетатная запись материала, сделанная Норманом Долфом в студии Scepter, содержит несколько записей, которые вошли в окончательный вариант альбома, хотя многие из них представляют собой различные миксы, а три — совсем другие дубли. Ацетат был нарезан 25 апреля 1966 года, вскоре после окончания сессий записи. Она всплыла спустя десятилетия, когда её купил коллекционер Уоррен Хилл из Монреаля, Квебек, Канада, в сентябре 2002 года на блошином рынке в районе Челси в Нью-Йорке за 0,75 долларов. Хилл выставил альбом на аукцион eBay в ноябре. 8 декабря 2006 года была сделана ставка за 155 401 долларов, но она не была удовлетворена. Альбом был снова выставлен на аукцион eBay и успешно продан 16 декабря 2006 года за 25 200 долларов.
Хотя во время сессий в Scepter было записано десять песен, на ацетатном диске оказалось только девять. Дольф вспоминает, что недостающей песней была «There She Goes Again» (и действительно, версия «There She Goes Again», которая появилась на финальном LP, приписывается сессии Scepter Studios). В 2012 году ацетат был официально выпущен в качестве четвёртого диска в составе всеобъемлющего бокс-сета «45th Anniversary Super Deluxe Edition» альбома (см. выше). Диск также включает шесть ранее не издававшихся бонус-треков, записанных во время репетиций группы на студии «Фабрика» 3 января 1966 года. Однако в январе 2007 года в Интернете начала распростряняться рипованная версия ацетата. Бутлег-версии треков с ацетата также стали доступны на виниле и CD. Данный ацетат был выпущен на виниле в 2013 году ограниченным тиражом ко Дню магазина звукозаписи. В 2014 году он снова поступил на аукцион.
Бокс-сет, список композиций четвёртого диска
1. «European Son» (Alternate version) — 9:02
2. «The Black Angel’s Death Song» (Alternate mix) — 3:16
3. «All Tomorrow’s Parties» (Alternate version) — 5:53
4. «I’ll Be Your Mirror» (Alternate mix) — 2:11
5. «Heroin» (Alternate version) — 6:16
6. «Femme Fatale» (Alternate mix) — 2:36
7. «Venus in Furs» (Alternate version) — 4:29
8. «I’m Waiting for the Man» (Alternate version, здесь указана как «Waiting for the Man») — 4:10
9. «Run Run Run» (Alternate mix) — 4:23
10. «Walk Alone» — 3:27
11. «Crackin' Up/Venus in Furs» — 3:52
12. «Miss Joanie Lee» — 11:49
13. «Heroin» — 6:14
14. «There She Goes Again» (с Нико) — 2:09
15. «There She Goes Again» — 2:56

Примечания
- Треки 1-9 — оригинальный ацетат Scepter Studios. Треки 1, 2, 3 и 5 взяты с кассеты; треки 4, 6, 7, 8 и 9 — с настоящего ацетата.
- Треки 10-15 — это репетиции на «Фабрике» 3 января 1966 года, также записанные на пленку и ранее не издававшиеся.

## Чарты и сертификации
| Чарт (1967—2014) | Высшая позиция |
| ---------------- | -------------- |
| Великобритания   | 43             |
| Италия           | 84             |
| США              | 129            |

| Страна                                                                                                 | Статус     | Продажи  |
| --- | ---------- | -------- |
| Италия                                                                                                 | Платиновый | 100 000* |
| Великобритания                                                                                         | Платиновый | 300 000^ |
| * данные о продажах основаны только на сертификации ^ данные о партиях основаны только на сертификации |            |          |

По данным Nielsen SoundScan, который отслеживает продажи, с 1991 года The Velvet Underground & Nico разошёлся тиражом 560 000 копий.

## Комментарии
1. ↑  Некоторые источники не указывают дату релиза дальше марта 1967 года[1][2], например Ричи Унтербергер[англ.], который далее пишет: «Точная дата [релиза] остается неопределённой, но появление в выпуске Village Voice от 9 марта пресловутой рекламы … позволяет предположить, что альбом поступил в продажу не позднее этого месяца.»[3] Более поздние источники вместо этого указывают 12 марта как день релиза[4][5].
2. ↑  Формулировка соглашения охватывает только иски и претензии по авторскому праву; она не распространяется на иски по товарным знакам или недобросовестной конкуренции[англ.], которые, как отмечается ниже, Фонд действительно подал против Партнерства.
3. ↑  Альбом не попадал в британские чарты до 1994 года, когда он достиг 59 места. Вскоре после смерти Лу Рида в 2013 году он попал на 43 место[103].